# Gleba (micologia)

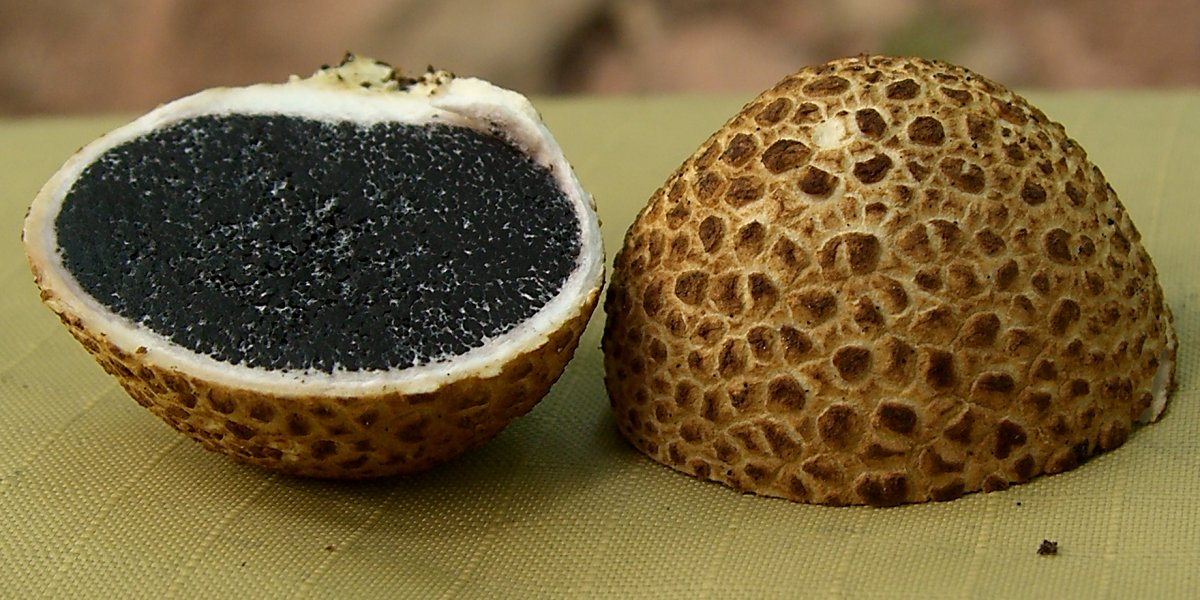
A gleba de cor escura da espécie Scleroderma citrinum.

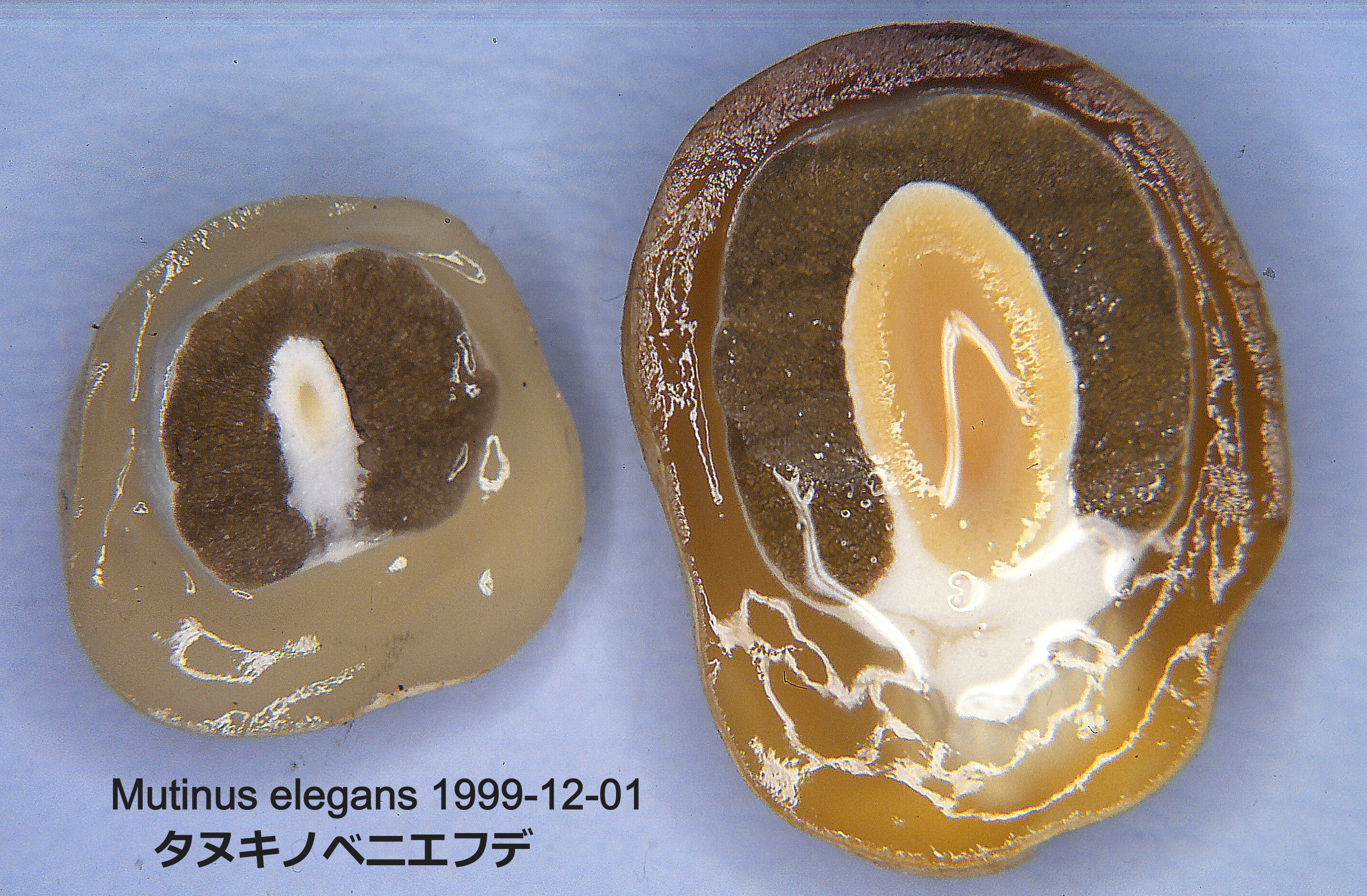
Corte transversal de duas glebas de Satyre élégant mostrando os três envelopes (exo-, meso- e endo-perídio) que envolvem a gleba.

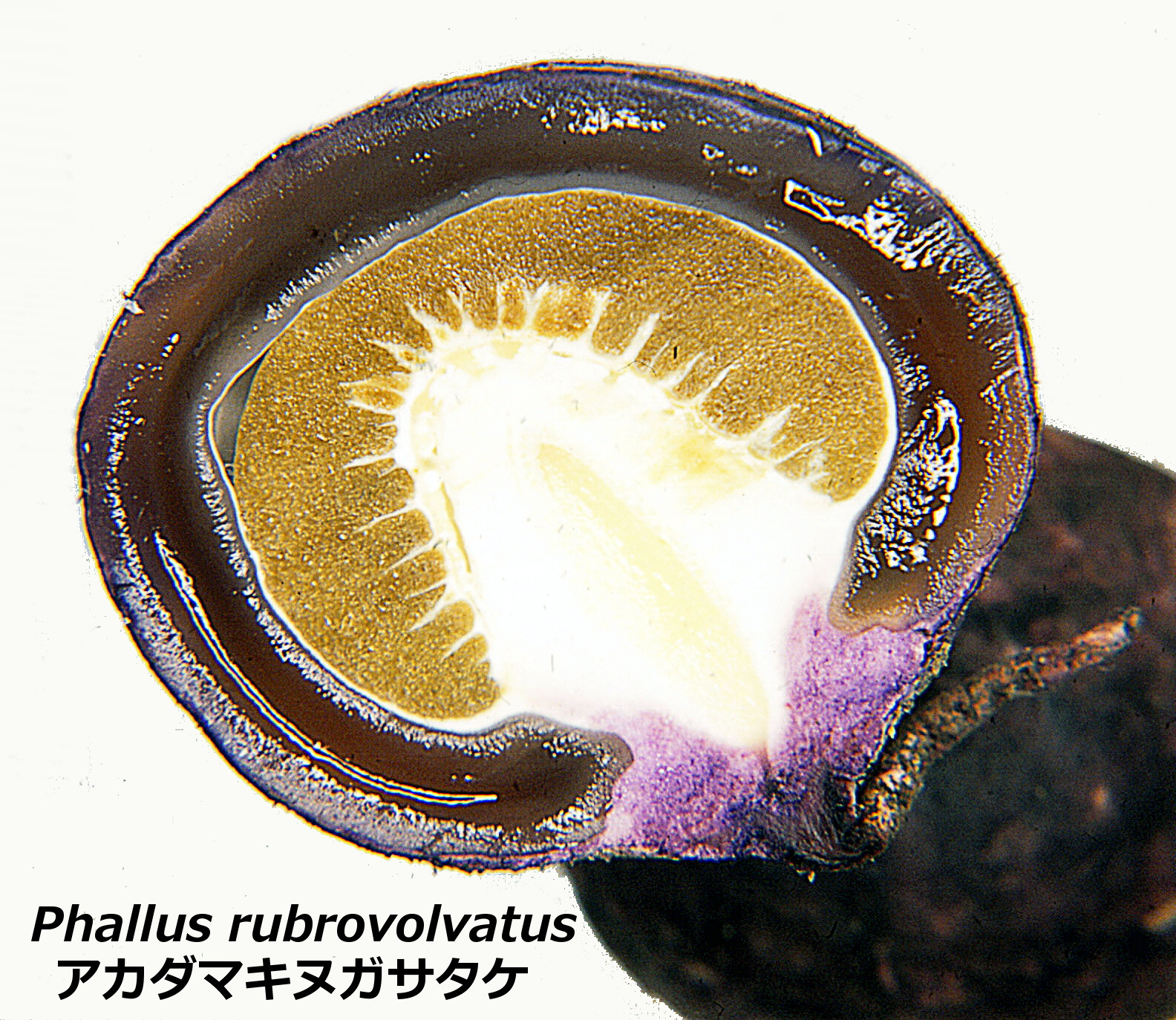
Phallus rubrovolvatus, Osaka, Japão.

Gleba (/ˈɡliːbə/, do latim glaeba, glēba, "pedaço") é a massa interna carnuda que rodeia os esporos de certos fungos do filo Basidiomycota, especialmente da ordem Phallales.' Devido a esta característica, por formarem uma massa incluída num estrutura membranácea fechada semelhante a um estômago, os fungos produtores de glebas foram incluídos nos Gasteromycetes, um grupo parafilético presentemente obsoleto, mas por vezes ainda referido como os «fungos gastromicetos».

## Descrição
A gleba constitui a parte fértil interna da estrutura reprodutiva dos fungos Gasteromycetes, encerrando os basídios produtores de esporos, cujos tecidos são dissolvidos na maturidade, dando lugar a uma massa de esporos, pulverulenta ou gelatinosa consoanate a espécie. Essa massa é cercada pelo perídio (dcom uas ou três camadas de células) que se rompe espontaneamente para libertar os esporos ou é roto com a ajuda de insetos. O tecido estéril basal presente na gleba é às vezes designado por subgleba.
Do ponto de vista morfológico, a gleba é uma massa sólida de esporos, gerada dentro de uma estrutura fechada dentro do esporocarpo. A maturidade contínua das células esporogénicas deixa os esporos para trás como uma massa pulverulenta que pode ser facilmente soprada. A gleba pode ser pegajosa ou pode ser encerrada numa estrutura em forma de bolsa (peridíolo) formada a partir do himénio.
A gleba é um tecido geralmente encontrado num corpo frutificante angiocárpico, especialmente dos gasteromicetos. Os corpos de frutificação angiocárpicos geralmente consistem em estruturas frutiformes encerradas por um perídio, uma cobertura himenial que não faz parte da próprio gleba enquanto estrutura, num arranjo semelhante ao de uma avelã coberta pela sua casca, ou e uma bolota assente no seu calíbio. Do ponto de vista citológico, a gleba é composta por células do micélio e dos basídios, podendo também conter fios de capilício (capillitium].
Em algumas espécies, a gleba consiste em cavidades revestidas com himénio, as chamadas câmaras de gleba. Em outras espécies, os basídios distribuem-se irregularmente na gleba. Durante a maturação dos corpos de frutificação, a maioria ou a totalidade das hifas são degradados por autólise, de modo que a gleba dos corpos de frutificação maduros consiste apenas de esporos ou de esporos e espessos fios de parede celular semelhantes a pêlos e formados a partir de hifas (o capilício).
Por vezes, todas as partes do corpo de frutificação delimitadas pelos perídios também são designadas por glebas, uma vez que algumas partes estéreis dentro dos corpos de frutificação também se originam da gleba. A subgleba pertence às partes estéreis do interior do corpo de frutificação. Fica abaixo da gleba propriamente dita. Em alguns fungos gastromicetos, a subgleba é separada da gleba por uma camada de separação semelhante a um pergaminho, o diafragma.
A columela é uma estrutura estéril, mais ou menos colunar, que se projeta de baixo para dentro da gleba. Fibras estéreis (hifas de paredes engrossadas) que são chamadas capilício também são frequentemente encontradas na gleba. Estas fibras impedem que a massa de esporos maduros se cole entre si para que possa ser melhor polvilhada. Este filamentos são frequentemente coloridos. Por outro lado, hifas de paredes finas, incolores e regularmente septadas que se encontra na gleba são designadas por paracapilício.
As glebas encontradas no corpo frutífero de espécies da família Phallaceae são tipicamente gelatinosas, frequentemente com cheiro fétido e deliquescentes (tornando-se líquidas pela absorção de água). Neste grupo, formam-se na face externa da cobertura ou na parte superior do corpo frutificante. O mau cheiro atrai insetos que ajudam a dispersar os esporos. Os produtos químicos que contribuem para o odor incluem metilmercaptano e sulfeto de hidrogénio.

### Perídio
A camada externa que contém a gleba é designada por «perídio», um termo que deriva do grego antigo πηρίδιον, pêridion ("bolsa pequena"), diminutivo de πήρα, vocábulo que deu origem ao latim pera ("bolsa"). Em micologia, o perídio designa o envelope de certos fungos. O termo tem sido aplicado em sentido amplo, às vezes para o que agora é chamado de chapéu (o píleo), às vezes para o cogumelo inteiro, sendo, nesse caso, portanto sinónimo de carpóforo, ou melhor, de esporóforo. Atualmente, o uso do perídio parece estar restrito aos fungos gasteromicetos para designar o envoltório geral da gleba, sendo preferível não o utilizar fora deste grupo.
No perídio, a membrana interna (o endoperídio) ou externa (o exoperídio) abrem de forma característica, o que permite diferenciar os géneros pela forma como o perídio se  abre.
No caso dos Ascomycota, o perídio constitui uma estrutura resistente que protege o corpo de frutificação da trufa durante todo o seu desenvolvimento subterrâneo, desde o estágio apotecioide.

## Galeria

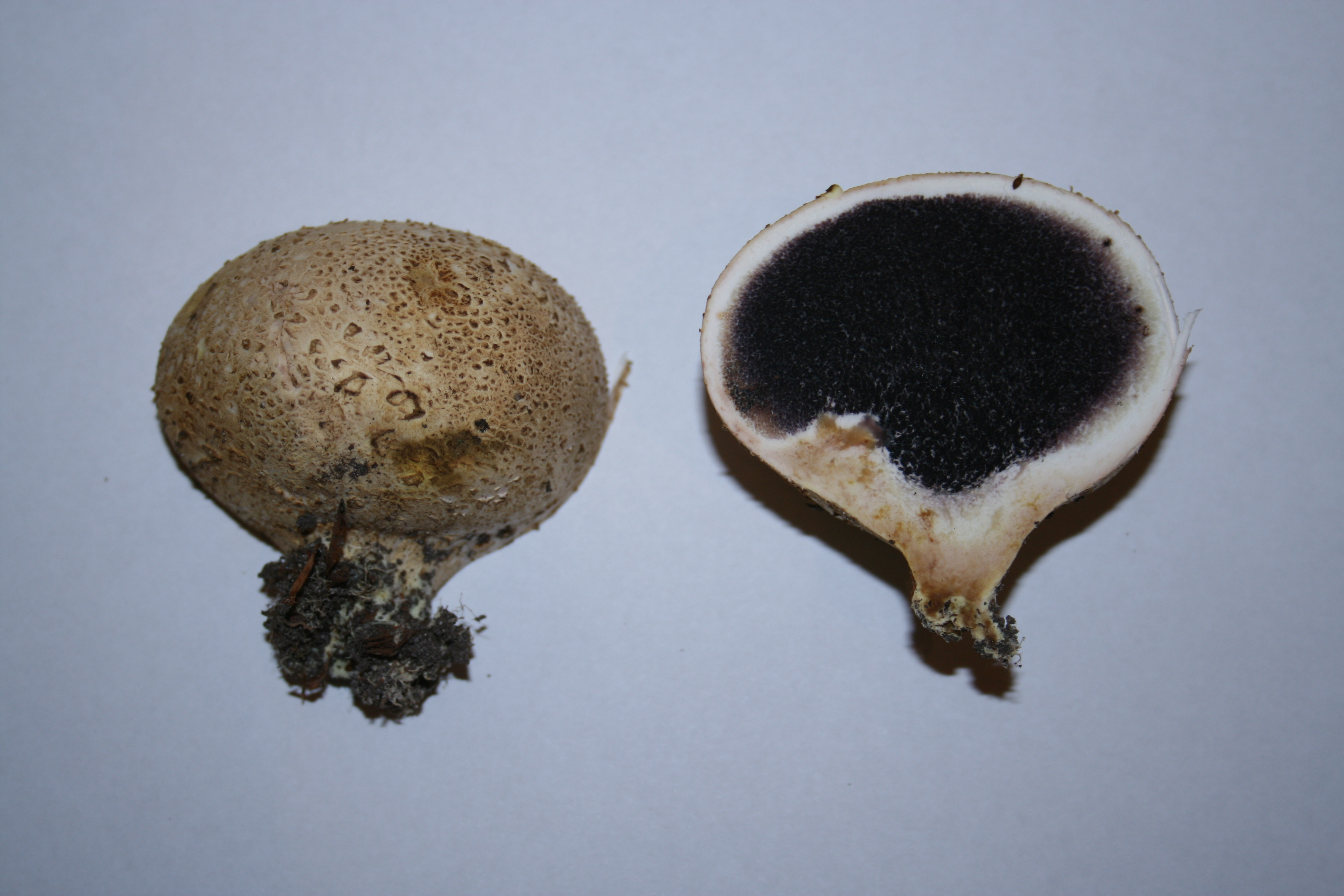
Gleba de um Scleroderma
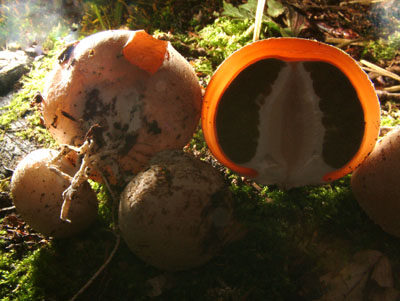
Gleba de Phallus impudicus, à esquerda, ainda circundado pelo seu perídio, à direita em corte, sem o perídio, na periferia, uma massa gelatinosa translúcida, depois em escuro, a futura gleba e, na centro, o futuro estipe.
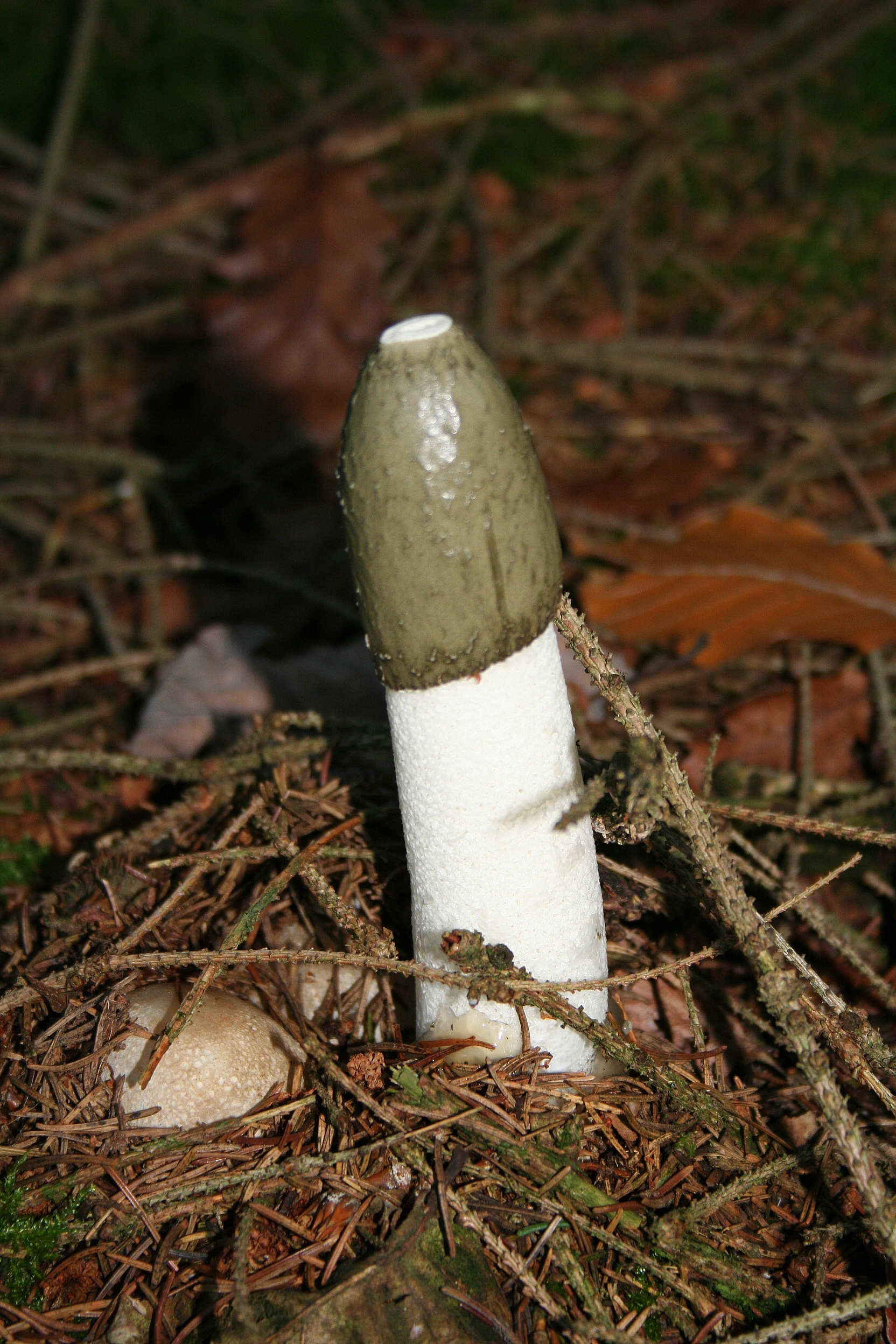
Phallus impudicus maduro. O perídio rebentou e encontra-se junto ao pé, o estipe alongou-se e a gleba encontra-se a verde azeitona no chapéu do cogumelo.
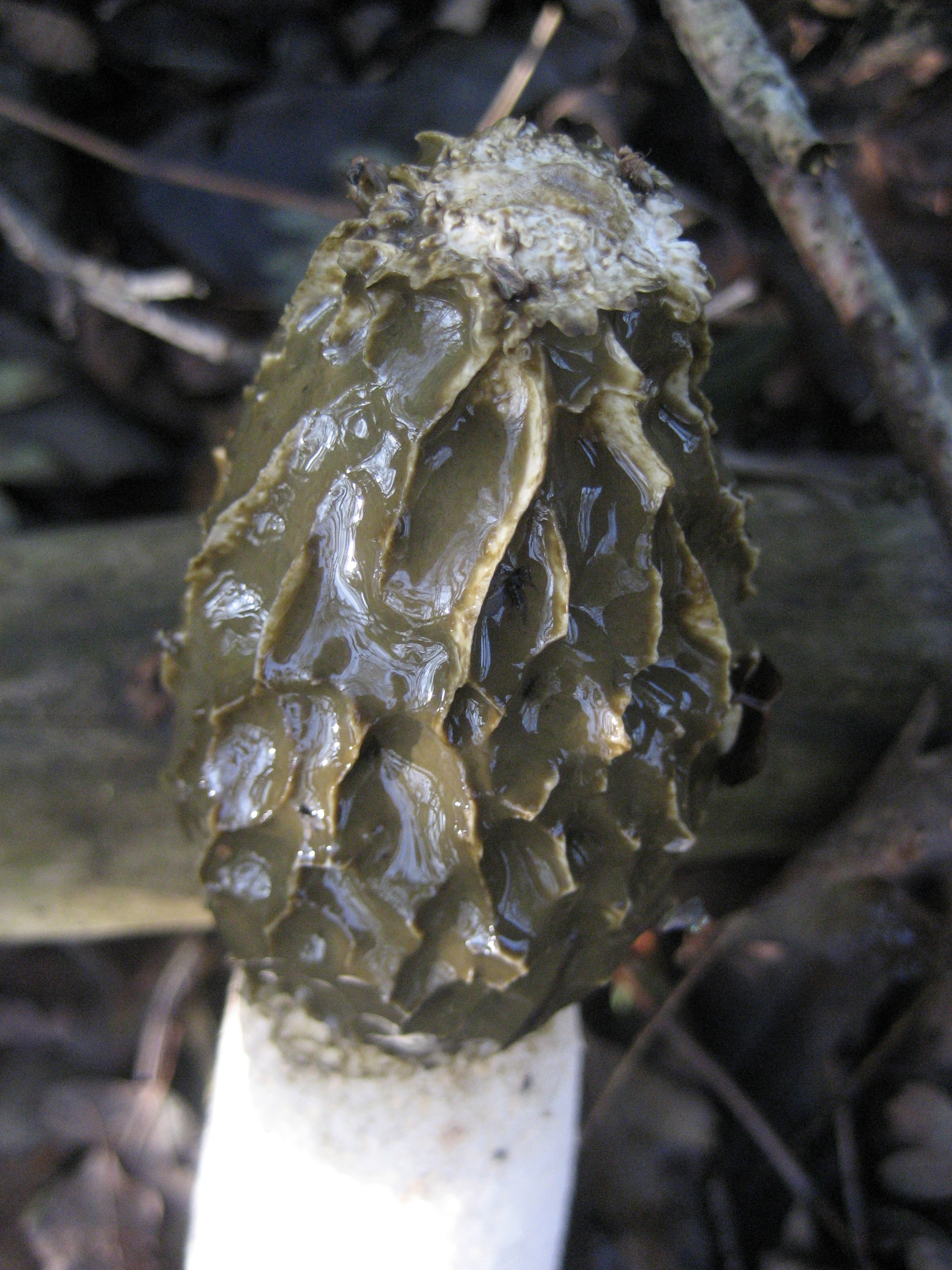
Phallus impudicus que perdeu toda a gleba.
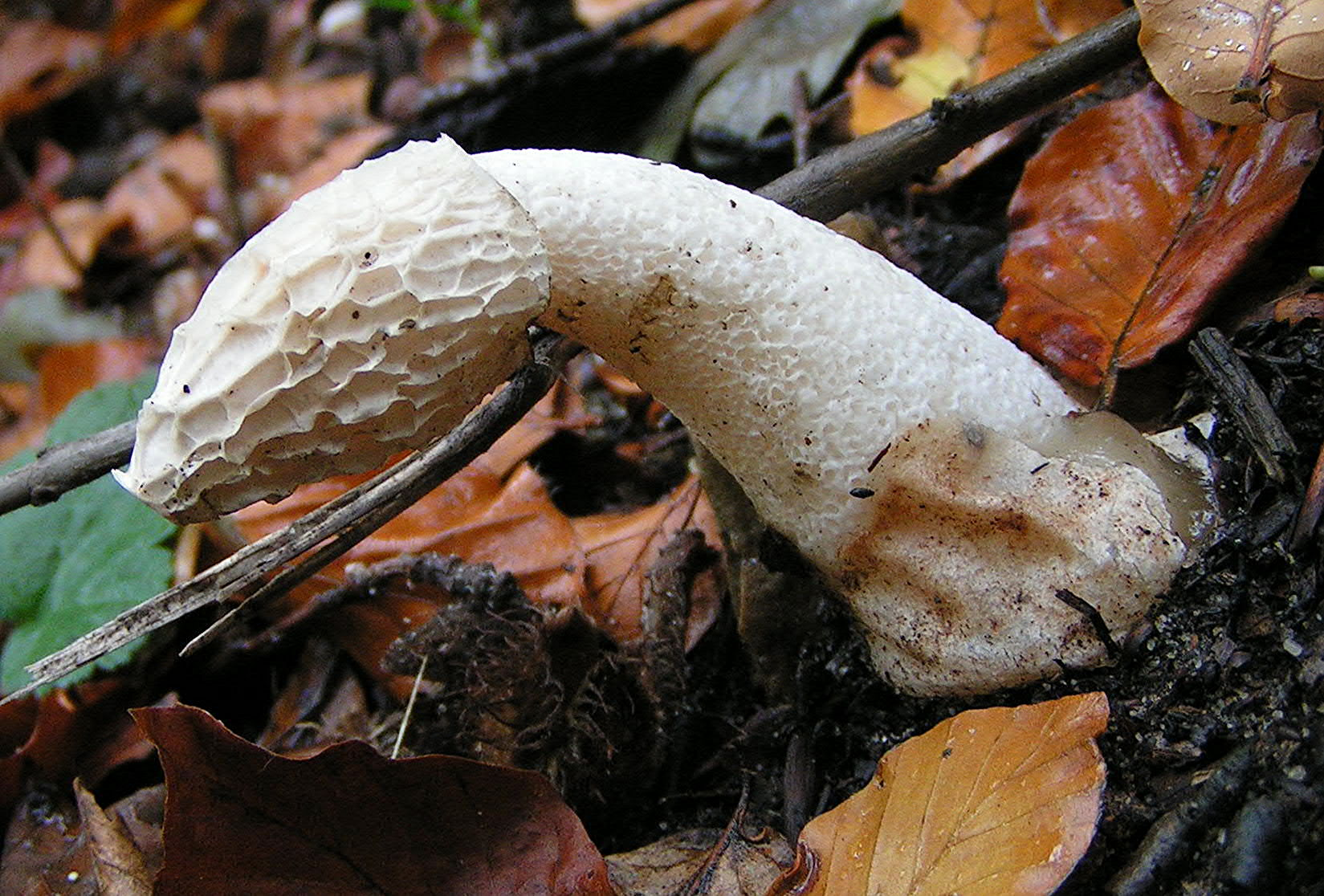
Phallus impudicus no final da vida. O perídio está rebentado junto ao pé, o estipe em queda e a gleba foi parcialmente levada por insetos, ficando expostas as partições interalveolares e as células vazias.